# Sekhemkhet
Sekhemkhet eller Djoserteti var en farao under Egyptens tredje dynasti som regerade i ungefär 7 år omkring 2700 f. Kr. Majoriteten av egyptologer tror att Sekhemkhet var Djosers bror. Sekhemkhets namn var okänt till 1951 då en ofullbordad trappstegspyramid upptäcktes i Sakkara med hans namn.

## Titulatur
1. ↑  Jean-Pierre Pätznik: Die Siegelabrollungen und Rollsiegel der Stadt Elephantine im 3. Jahrtausend vor Christus. s.70-71.
2. ↑  Med determinativ för en kung.
3. ↑  Regerade enligt Africanus i 7 år.

| Företrädare Djoser | Kung av Egypten 3:e dynastin | Efterträdare Hudjefa II |